# Lisa Alexander
Pour les articles homonymes, voir Alexander.
Lisa Alexander, née le 22 septembre 1968 à Toronto, est une nageuse canadienne spécialisée en natation synchronisée. 

## Carrière
Lors des Jeux olympiques de 1996 à Atlanta, Lisa Alexander remporte la médaille d'argent olympique par équipes avec Sylvie Fréchette, Karen Clark, Janice Bremner, Karen Fonteyne, Christine Larsen, Erin Woodley, Cari Read, Valérie Hould-Marchand et Kasia Kulesza,.